# Shire Inda Selassie Airport
Shire Inda Selassie Airport är en flygplats i Etiopien. Den ligger i den norra delen av landet, 600 km norr om huvudstaden Addis Abeba. Shire Inda Selassie Airport ligger 1 891 meter över havet.
Terrängen runt Shire Inda Selassie Airport är huvudsakligen kuperad, men den allra närmaste omgivningen är platt. Runt Shire Inda Selassie Airport är det ganska tätbefolkat, med 172 invånare per kvadratkilometer. Närmaste större samhälle är Inda Silasē, 3,0 km norr om Shire Inda Selassie Airport. Omgivningarna runt Shire Inda Selassie Airport är en mosaik av jordbruksmark och naturlig växtlighet.